# Auge (Creuse)
Auge é uma comuna francesa na região administrativa da Nova Aquitânia, no departamento de Creuse. Estende-se por uma área de 9,97 km². Em 2010 a comuna tinha 96 habitantes (densidade: 9,6 hab./km²).